# Піаністка (фільм)
«Піаністка» (фр. La Pianiste) — фільм-драма 2001 року, режисера Міхаеля Ганеке за мотивами однойменного роману Ельфріди Єлінек з Ізабель Юппер і Бенуа Мажимель в головних ролях. Ґран-прі Каннського кінофестивалю 2001 року.

## Сюжет
Головна героїня Еріка — професорка Віденської консерваторії. Вона вчить молодь чудової музики Шуберта, сама ж, бувши монстром сучасної цивілізації, страшно далека від гармонії небесних сфер.
Вона по-дитячому ділить ложе зі старою мегерою-матусею, позбавлена всякої подібності особистого життя, після занять таємно відвідує порно магазини і під ліжком тримає набір садомазохістських інструментів. Коли ж у неї закохується один з її учнів, вона шокує і його, і глядача абсолютно дикими реакціями на юнацьке почуття.

## В ролях
- Ізабель Юппер — Еріка Когут
- Бенуа Мажимель — Вальтер Клеммер
- Анні Жирардо — мати
- Сюзанна Лотар — місіс Шобер
- Удо Самель — доктор Джордж Блонський
- Ева Грін — подруга Вальтера

## Нагороди
Каннський кінофестиваль 2001
- Ґран-прі
- Найкраща чоловіча роль — Бенуа Мажимель
- Найкраща жіноча роль — Ізабель Юппер
- Номінація — Золота пальмова гілка

Сезар 2002
- Найкраща жіноча роль другого плану — Анні Жирардо
- Номінація — Найкраща жіноча роль — Ізабель Юппер

Deutscher Filmpreis 2002
- Найкращий іноземний фільм

Європейський кіноприз 2001
- Найкраща Європейська акторка — Ізабель Юппер
- Номінація — Найкращий Європейський фільм
- Номінація — Найкращий Європейський сценарист — Міхаель Ганеке

BAFTA 2002
- Номінація — Найкращий фільм не англійською мовою

Незалежний дух 2002
- Номінація — Найкращий іноземний фільм

## Цікаві факти
- Режисер Міхаель Ганеке сказав про свій фільм: «Після виходу роману критики звинуватили Ельфріду Єлінек у пропаганді порнографії. Мене (на відміну від них) не цікавить порно, я хотів зробити непристойне кіно».
- Роль матері Еріки спочатку пропонували акторці Жанні Моро.
- У фільмі виконавиця головної ролі Ізабель Юппер грає на фортепіано сама. В минулому акторка протягом 12 років навчалася гри на фортепіано.
- Прем'єра «Піаністки» відбулася 14 травня 2001 року в рамках Каннського кінофестивалю. Картина брала участь переважно конкурсі. Режисера Міхаеля Ганеке відзначили Гран-прі фестивалю, а виконавці головних ролей Ізабель Юппер і Бенуа Мажимель отримали нагороди як найкращі актори.